# ناناکو موری
ناناکو موری (انگلیسی: Nanako Mori; ۱۳ فوریهٔ ۱۹۸۸ – ) بازیگر، و صداپیشه اهل ژاپن بود. وی از سال ۲۰۰۵ میلادی تاکنون مشغول فعالیت بوده‌است.